# Montagne-Fayel
Montagne-Fayel és un municipi francès situat al departament del Somme i a la regió dels Alts de França. L'any 2007 tenia 171 habitants.

## Demografia

### Població

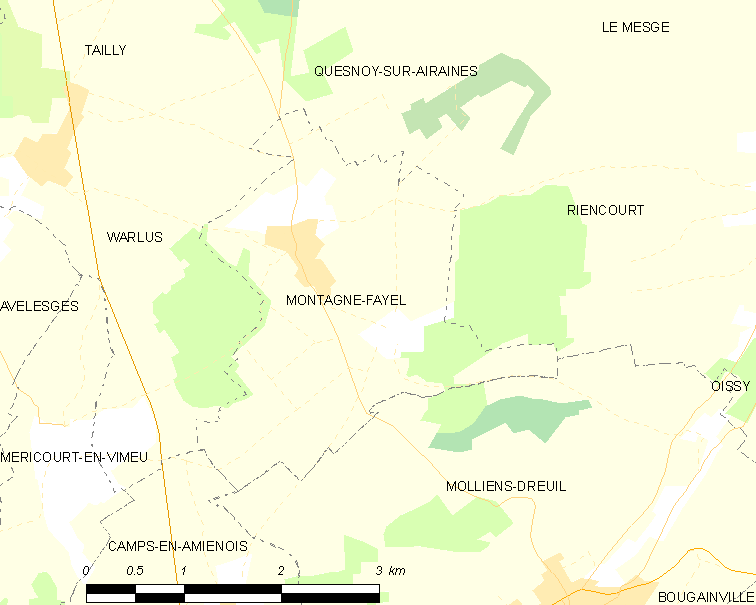
mapa del municipi

El 2007 la població de fet de Montagne-Fayel era de 171 persones. Hi havia 60 famílies de les quals 12 eren unipersonals (8 homes vivint sols i 4 dones vivint soles), 16 parelles sense fills, 24 parelles amb fills i 8 famílies monoparentals amb fills.
La població ha evolucionat segons el següent gràfic:
Habitants censats

### Habitatges
El 2007 hi havia 72 habitatges, 68 eren l'habitatge principal de la família, 3 eren segones residències i 1 estava desocupat. Tots els 72 habitatges eren cases. Dels 68 habitatges principals, 53 estaven ocupats pels seus propietaris, 13 estaven llogats i ocupats pels llogaters i 2 estaven cedits a títol gratuït; 3 tenien dues cambres, 9 en tenien tres, 17 en tenien quatre i 39 en tenien cinc o més. 44 habitatges disposaven pel capbaix d'una plaça de pàrquing. A 27 habitatges hi havia un automòbil i a 32 n'hi havia dos o més.

### Piràmide de població
La piràmide de població per edats i sexe el 2009 era:
| Homes | Edats   | Dones |
| ----- | ------- | ----- |
| 0     | 95 o +  | 0     |
| 0     | 90 a 94 | 0     |
| 0     | 85 a 89 | 4     |
| 0     | 80 a 84 | 4     |
| 0     | 75 a 79 | 0     |
| 4     | 70 a 74 | 4     |
| 8     | 65 a 69 | 0     |
| 4     | 60 a 64 | 8     |
| 0     | 55 a 59 | 8     |
| 4     | 50 a 54 | 8     |
| 4     | 45 a 49 | 8     |
| 0     | 40 a 44 | 0     |
| 12    | 35 a 39 | 4     |
| 12    | 30 a 34 | 0     |
| 12    | 25 a 29 | 4     |
| 8     | 20 a 24 | 0     |
| 4     | 15 a 19 | 8     |
| 8     | 10 a 14 | 0     |
| 0     | 5 a 9   | 4     |
| 4     | 0 a 4   | 4     |

## Economia
El 2007 la població en edat de treballar era de 105 persones, 80 eren actives i 25 eren inactives. De les 80 persones actives 70 estaven ocupades (38 homes i 32 dones) i 10 estaven aturades (7 homes i 3 dones). De les 25 persones inactives 8 estaven jubilades, 8 estaven estudiant i 9 estaven classificades com a «altres inactius».

### Ingressos
El 2009 a Montagne-Fayel hi havia 64 unitats fiscals que integraven 160 persones, la mediana anual d'ingressos fiscals per persona era de 15.897 €.

### Activitats econòmiques
Dels 7 establiments que hi havia el 2007, 1 era d'una empresa extractiva, 2 d'empreses de fabricació d'altres productes industrials, 2 d'empreses de construcció, 1 d'una empresa de comerç i reparació d'automòbils i 1 d'una empresa de serveis.
Dels 3 establiments de servei als particulars que hi havia el 2009, 1 era un taller de reparació d'automòbils i de material agrícola, 1 guixaire pintor i 1 electricista.
L'any 2000 a Montagne-Fayel hi havia 12 explotacions agrícoles que ocupaven un total de 1.029 hectàrees.

## Poblacions més properes
El següent diagrama mostra les poblacions més properes.